# Manufatura auxiliada por computador
A manufatura auxiliada por computador (MAC; em inglês:  Computer Aided Manufacturing - CAM) contrapondo-se ao CAD, está associada ao processo de produção. Qualquer processo auxiliado por microcontrolador ou controlador numérico pode ser considerado um CNC, como os tornos com CNC, mas em alguns segmentos o refinamento que o auxílio computacional traz é sem par, como no caso do vestuário, onde o CAM agrega o melhor da sala de corte numa única máquina, onde a mesa é por sucção, compactando os enfestos, e a cabeça de corte do CAM faz o trabalho da máquina de faca vertical e furadeira de marcação. Sendo que para compactação se faz necessário papel perfurado sobre o enfesto para que o sistema de sucção não seja sobrecarregado. O caminho da faca sobre o enfesto pode ser programado(para que tenhamos um tempo de corte menor ou algum cuidado especifico com o modelo), assim como a quantidade de afiamentos que a faca sofrerá neste percurso.
Os sistemas CAM trabalham tendo como base modelos matemáticos provenientes do sistema CAD. Através desses modelos os sistemas geram um arquivo de caminho de ferramenta através do pós-processador (software que gera o programa do comando específico da máquina). Através dos sistemas de CAM é possível transferir todas as coordenadas para que as máquinas (CNC, Comando-Numérico-Computadorizado) efetuem as usinagens da peça. Quanto maior a precisão do desenho gerado no CAD, maior será a precisão dos caminhos de ferramenta gerados pelo CAM e consequentemente uma peça de maior qualidade.

## Origens
O CAM tem como antepassados as máquinas de produção automáticas dos anos 50, nos Estados Unidos da América, com partes móveis controladas por "cames", peças de geometria complexa. A produção de novos produtos implicava a "reprogramação" dos "cames", operação que era muito demorada e onerosa, sendo de difícil afinação. Posteriormente, os "cames" viriam a ser substituídos por controladores e motores de passo, que dariam lugar aos controladores numéricos e posteriormente ao CAM (Computer-Aided Manufacturing), a Manufatura Assistida por Computador.